# La Quillane
La Quillane est une station de sports d'hiver des Pyrénées françaises située dans les Pyrénées-Orientales (région Occitanie), sur le territoire de la commune de La Llagonne. La Quillane est une station de ski familiale.

## Géographie
Située à proximité de l'altiport de La Llagonne.

## Histoire
La station est créée en 1971 par la famille Balaguer avec un téléski. Un deuxième téléski est mis en place en 1972.
En 1985 a lieu la construction d'un bâtiment (salle, magasin et restaurant).
En 1996, les premiers canons à neige sont mis en place avec toute leur infrastructure (retenue d’eau, usine à neige, garage pour les dameuses).
En 2010 et les années suivantes, la station bénéficie d'un plan de développement (agrandissement du parking, habillage des bâtiments, aménagement paysager, mise en place d’un nouveau téléski, etc.).
En novembre 2015, la station de la Quillane est la première de France à ouvrir ses pistes de ski pour la saison d'hiver

## Infrastructures
- École du ski français
- Restaurant
- Location de ski